# 信和酒店
信和酒店（集團）有限公司 (港交所：1221) 是信和集團旗下的酒店集團。公司在香港經營四間酒店及一所遊艇會，分別為城市花園酒店、香港黃金海岸酒店、港島太平洋酒店、皇家太平洋酒店、遨凱酒店及黃金海岸鄉村俱樂部‧遊艇會。集團於新加坡則管理著名的浮爾頓酒店。它在1994年成立，並在1995年上市。 
信和酒店（集團）有限公司經營及管理三間位於香港繁盛商業區的酒店─城市花園酒店（全資擁有）、港麗酒店（百分之五十權益）及皇家太平洋酒店（百分之二十五權益） 。信和酒店佔有權益的房間，共約1038間。

## 主要發展項目
- 港麗酒店（百分之五十權益）
- 皇家太平洋酒店（百分之二十五權益）
- 城市花園酒店（全資擁有）
- 港島太平洋酒店
- 遨凱酒店
- 中環石板街酒店
- 黃金海岸鄉村俱樂部‧遊艇會
- 香港黃金海岸酒店
- 新加坡浮爾頓酒店
- 新加坡富麗敦海灣酒店
- 香港富麗敦海洋公園酒店 （百分之六十權益）

## 外部連結
（页面存档备份，存于）

## 外部參考
- irasia.com （页面存档备份，存于）
- 信和酒店（集團）有限公司，2008年年報